# Piper PA-34
 (mai 2017).
Si vous disposez d'ouvrages ou d'articles de référence ou si vous connaissez des sites web de qualité traitant du thème abordé ici, merci de compléter l'article en donnant les références utiles à sa vérifiabilité et en les liant à la section « Notes et références ».
Le Piper PA-34 Seneca est un avion bimoteur à piston de 6/7 places, fabriqué par Piper Aircraft depuis 1971 .

## Historique
Si le PA-34 Seneca reste encore le bimoteur léger le plus vendu au monde, il le doit notamment à sa filiation avec un autre grand succès de Piper Aircraft : le Piper PA-28 Cherokee.
Dès son lancement en 1960, le PA 28 est apparu comme une remarquable réussite technique et commerciale. C'est pourquoi, bien que commercialisant déjà un 6-places bimoteur (Piper PA-30 (en)/39 Twin Comanche, issu du quadriplace Piper PA-24 Comanche), William H. Piper décida de travailler sur un nouveau 6-places dérivé du PA-28. Le Piper PA-32 Cherokee-Six accomplit son premier vol en 1965. Il évoluera plus tard en PA-32 Lance et Saratoga, qui, lui-même, engendrera le 6X. Mais avant cela vint la version bimoteur du PA32 : le PA-34 Seneca.
En effet, comme souvent chez Piper, les cellules de monomoteur se déclinaient ensuite en version bimoteur : par exemple, le PA24 avec le PA30/39, le PA31 avec le PA42, ou le PA28 avec le PA44 Seminole. Dans le cas du PA32, une première conversion de Cherokee Six en trimoteur ajouta au 260ch central deux moteurs Lycomings O-235 de 115 ch, sous le code PA-32-3M. Le prototype suivant redevint un bimoteur sous le nom de PA-34-180 en se contentant de 2 moteurs de 180 ch sur les ailes. Le prototype définitif du PA-34-200 vola le 20 octobre 1969 avec cette fois deux Lycoming IO-360 de 200 ch chacun. Selon la coutume propre à Piper Aircraft après-guerre, il sera baptisé du nom d'une tribu indienne : PA-34 Seneca.
Le PA-34 et le PA-32 affichent donc naturellement des caractéristiques structurales similaires : construction métallique rivetée, aile basse rectangulaire, gouverne de profondeur monobloc très reculée, une porte sur l'aile droite et un accès passager et soute par l'arrière gauche, un fuselage large permettant d'accueillir jusqu'à sept personnes. La configuration standard est de trois rangées de deux, la configuration club est disponible en option à partir du Seneca II. Le septième siège -en option aussi- se rajoute entre les 2 sièges du milieu.
Compétitif à la fois en coût d'acquisition et en coûts d'opérations, le Seneca a connu un franc succès dès son lancement fin 1971. Sa robustesse, sa stabilité en vol, sa polyvalence et le confort des passagers ont attiré rapidement les privés comme les écoles : les privés pouvaient s'offrir la sécurité du bimoteur, les écoles disposaient d'un avion idéal pour la formation professionnelle. Il a aussi profité de l'arrêt de la production des PA-39 Twin Comanche, à la suite de l'inondation de l'usine de Lock Haven en 1972 : c'était le seul bimoteur de cette catégorie commercialisé par Piper, jusqu'au lancement du Seminole en 1978.
Pourtant, avec ses 2 Lycoming 200 ch à injection, la plupart des pilotes considèrent que le Seneca I est sous-motorisé, d'où charge utile limitée, faible taux de montée monomoteur, plafond pratique bas et vitesse de croisière médiocre. Ces lacunes seront partiellement comblées par l'adjonction de Turbo (moteur Continental Turbo-Supercharged TSIO 360) dès la deuxième génération de Seneca, en 1975, au prix d'un potentiel moteur et d'une fiabilité diminués. Continental motorisera d'ailleurs les 4 générations suivantes de Seneca.
Le Seneca II PA34-200T améliore aussi ses commandes de vol.
En 1981, la troisième génération s'alourdit encore et passe à 220 ch, avec une avionique révisée mais sans l'empennage en T envisagé un moment. Cependant, au début des années 80, le marché est déprimé et des monomoteurs à haute performance (type Piper PA-46 Malibu Mirage, ou Cessna C-210 Centurion pressurisé) font concurrence aux bimoteurs légers : le Seneca III et ses successeurs ne retrouveront plus des ventes à plus de 300 unités par an comme au cours des dix premières années. Les améliorations du Seneca IV (1994) et du Seneca V (1997) concernent essentiellement l'aérodynamique et l'aménagement intérieur. La dernière version parie d'ailleurs sur une configuration en série de type « business », avec seulement 5 places et un espace pour ordinateur ou table de travail, téléphone/fax en option.
Enfin, on trouve des Seneca sous d'autres noms, soit lorsque Piper a licencié à d'autres avionneurs : AICSA en Colombie, CHINCUL en Argentine (PA-A-34), EMBRAER/NEIVA au Brésil (EMB-810), PZL Mielec en Pologne (M-20 Mewa), BENGIS en Afrique du Sud (TM-20 Flamingo 3) ; soit parce que des spécialistes ont élaboré des versions modifiées : SEGUIN avec le Princess, ou ROBERTSON avec les kits STOL pour Super-Seneca I et II.
Finalement, plus de 5 000 Seneca ou assimilés ont pris leur envol depuis 1971.

## Spécifications
| Dénomination                                                  | Seneca I PA34-200                                | Seneca II PA34-200T                 | Seneca III PA34-220T               | Seneca IV PA34-220T                | Seneca V PA34-220T                   |
| Années de fabrication                                         | 1972/74                                          | 1975/81                             | 1981/93                            | 1994/95                            | 1997/...                             |
| Envergure                                                     | 11,86 m                                          | 11,86 m                             | 11,81 m                            | 11,81 m                            | 11,81 m                              |
| Longueur                                                      | 8,68 m                                           | 8,71 m                              | 8,68 m                             | 8,68 m                             | 8,68 m                               |
| Hauteur                                                       | 3,02 m                                           | 3,02 m                              | 2,97 m                             | 2,97 m                             | 2,97 m                               |
| Surface alaire                                                | 19,18 m2                                         | 19,18 m2                            | 19,39 m2                           | 19,39 m2                           | 19,39 m2                             |
| Masse maxi décollage                                          | 1 905 kg (1 815 kg sur les 214 premières unités) | 2 072 kg                            | 2 155 kg                           | 2 155 kg                           | 2 155 kg                             |
| Moteurs                                                       | Lycoming 4 cylindres IO-360A1A                   | Continental 6 cylindres TSIO-360E/B | Continental 6 cylindres TSIO-360KB | Continental 6 cylindres TSIO-360KB | Continental 6 cylindres TSIO-360K/RB |
| Charge utile maxi / charge utile avec pleins complets normaux | 716 kg / 451 kg                                  | 792 kg / 542 kg                     | 861 kg / 535 kg                    | 652 kg / 327 kg                    | 624 kg / 298 kg                      |
| Carburant normal/ avec kit optionnel                          | 378 L                                            | 352 L / 465 L                       | 352 L / 465 L                      | 465 L                              | 465 L                                |
| Conso horaire moy                                             | 82 L/h                                           | 82 L/h                              | 90 L/h                             | 90 L/h                             | 90 L/h                               |
| V croisière max                                               | 162 kt                                           | 177 kt                              | 178 kt                             | 191 kt                             | 196 kt                               |
| Plafond max                                                   | 17 900 ft                                        | 25 000 ft                           | 25 000 ft                          | 25 000 ft                          | 25 000 ft                            |
| Plafond monomoteur                                            | 3 650 ft                                         | 13 400 ft                           | 12 300 ft                          | 12 000 ft                          | 16 400 ft                            |
| Distance franchissable                                        | 1 327 km                                         | 1012 / 1 451 km                     | 1381 / 1 525 km                    | 1 516 km                           | 1 516 km                             |
| Nbre unités construites                                       | 933                                              | 2587                                | 951                                | 41                                 | 200+                                 |

## Quelques commentaires techniques
- Ce bimoteur ne possède pas de moteur critique : les hélices sont contra-rotatives. Le comportement en cas de panne est donc symétrique quel que soit le moteur en panne. En revanche, les régulateurs ne sont pas équipés de dévirage : après une mise en drapeau volontaire, le redémarrage est très long, il faut actionner pendant plusieurs minutes le démarreur pour que l'hélice revienne à un calage normal.
- Le circuit électrique repose sur du 14 volt (et non du 28 volts comme les Cessna). Chaque moteur dispose d'une pompe à vide et d'un alternateur, avec chacun la capacité suffisante pour alimenter toutes les servitudes de l'avion (hors dégivrage électrique) sur un seul moteur.
- Le train est hydraulique, avec une pompe hydraulique entraînée électriquement à l'ouverture de la trappe du train avant. En cas de panne, le pilote débloque le circuit hydraulique à partir d'une tirette rouge située à côté du levier de train : les trois roues sortent alors par gravité, pas besoin de manivelle de secours. En outre, le train de nez se replie vers l'avant : le vent aide la sortie, mais au contraire il faut le rentrer rapidement après le décollage, avant que le vent relatif ne devienne trop fort. Un miroir fixé sur le moteur gauche permet au pilote de constater de visu la position du train avant.
- Les volets de capots sont des trappes situées sous chaque moteur, permettant de le refroidir par air, plus ou moins, en fonction du régime de vol. La température des culasses doit être surveillée régulièrement pour éviter tout choc thermique (refroidissement ou réchauffement brutal), particulièrement pour les modèles équipés de turbo. Les commandes de ces volets ("cowl flaps") se situent au niveau du plancher, sous le pylône de puissance.
- L'admission d'air peut passer par des entrées alternatives ("alternate air") commandées par le pilote par deux leviers situés sur le pylône de puissance, immédiatement sous les manettes. Ces entrées d'air ne sont pas filtrées, et ne doivent donc pas être utilisées au sol pour éviter les ingestions de poussières ou cailloux. Elles servent en cas d'obstruction (typiquement par givrage) des filtres à air de l'admission normale.
- Les commandes utilisent une transmission par câbles pour les gouvernes et les volets. Il possède un trim de profondeur avec trim électrique commandé sur le volant, ainsi qu'un trim de direction actionnant un tab sur la gouverne de direction. Les commandes manuelles des trim, ainsi que le levier des volets se trouvent sur le plancher entre les 2 sièges pilote.
- La mise en route des turbo (pour les Seneca II et ultérieurs) est automatique à l'application de la pleine puissance sur la manette de gaz.
- L'aérodynamique du Seneca, même dans ses dernières versions, n'est pas taillée pour la vitesse : l'aile épaisse, les puits des trains principaux partiellement ouverts, les entrées d'airs et volets de capots importants aboutissent à un coefficient de traînée peu brillant, et une finesse vraiment médiocre - de préférence, évitez la panne des deux moteurs, car vous ne planerez pas loin...

## Critères d'identification

### Différences entre le PA-34 Seneca et les autres bimoteurs
Retenez avant tout qu'il s'agit d'un bimoteur à piston à ailes basses, empennage classique et sans réservoir de bouts d'ailes (tiptanks). Vous éviterez ainsi toute confusion avec : 
- les bimoteurs possédant des tiptanks : Cessna 310/320 (plus haut sur ses trains, un train avant en bout de nez et qui se replie vers l'arrière), Cessna 340/335 (nettement plus gros, avec 4 ou 5 hublots ovales) ; Cessna 410, 401, 402, 421 (encore plus gros, 5 hublots carrés, c'est un 8 places) ;
- les biturbopropulseurs, nettement plus gros et plus bruyants : par exemple Embraer EMB 121 Xingu (3 hublots passagers, empennage en T, souvent avec une cocarde tricolore) ; PA31T et PA 42 Cheyenne (il a aussi des tiptanks) ;
- les bimoteurs avec empennage en T, notamment le PA44 Seminole, qui a une ligne très proche car héritée du PA28; ou le Beech B76 Duchess.

Ensuite, repérez sur le profil de l'avion les 3 lignes droites ci-dessous :
- le toit est plat, sans arête ;
- les bords supérieurs et inférieurs des hublots bien alignés ;
- le plancher de l'habitacle est plat, de la porte de la soute avant jusqu'à la porte de la soute arrière, soit bien en arrière de l'aile.

Cela vous permettra de ne pas le confondre avec les quatre avions suivants, avec lesquels la confusion est la plus probable : 
- le Beechcraft B-55 ou B-58 Baron, qui a un gros nez, une petite arête dorsale, pas de fond plat, et une verrière plus enveloppante et des hublots carrés de plus en plus petits ;
- le Piper PA-23 Aztec ou Apache, ventru, trapu, rondouillard du nez comme des moteurs ;
- le Beechcraft B60 Duke : avec 3 gros hublots passagers carrés et identiques, une arête de l'habitacle à la dérive, une dérive très inclinée ;
- le Piper PA-30/39 Twin Comanche (page wikipedia anglais), qui dans certaines versions ressemble vraiment beaucoup au PA34. Beaucoup de Twin Comanche ont des tiptanks, beaucoup n'ont que 2 fenêtres sur le côté et non pas 3. Si ce n'est pas le cas (comme cet exemple), il ne vous reste plus que la ligne des moteurs (plus fins, avec des entrées d'air rectangulaires) et l'habitacle plus court (le plancher ne se prolonge pas en arrière de l'aile, il n'y a pas de porte arrière gauche) pour confirmer que vous avez affaire à un PA30/39.

### Différences entre les versions du PA-34 Seneca
La clef consiste à repérer la verrière (en deux parties : Seneca I et II) et la présence et la forme du quatrième hublot (pas de 4° hublot = Seneca I ; un hublot rajouté trapézoïdal = Seneca II et III ; un hublot bien intégré rectangulaire = Seneca IV et V).
| Élément d'identification   | Seneca I                                                                                          | Seneca II                                                                                         | Seneca III                                                                                        | Seneca IV et V                               |  |
| 1. Verrière                | En deux parties                                                                                   | En deux parties                                                                                   | D'un seul tenant                                                                                  | D'un seul tenant                             |  |
| 2. Quatrième hublot        | Absent                                                                                            | Présent, non aligné avec les 3 autres, trapézoidal                                                | Présent, non aligné avec les 3 autres, trapézoidal                                                | Présent, rectangulaire, aligné               |  |
| 3. Entrées d'air           | En moitié de croissant (certains Seneca II ou III ont été modifiés avec des entrées d'air rondes) | En moitié de croissant (certains Seneca II ou III ont été modifiés avec des entrées d'air rondes) | En moitié de croissant (certains Seneca II ou III ont été modifiés avec des entrées d'air rondes) | Rondes                                       |  |
| 4. Entrée d'air secondaire | Visible sur le côté des nacelles                                                                  | Aucune, nacelles lisses                                                                           | Aucune, nacelles lisses                                                                           | Aucune, nacelles lisses                      |  |
| 5. Phare d'atterrissage    | Seulement sur le train avant                                                                      | Seulement sur le train avant                                                                      | Sur le train avant et en bout de chaque aile                                                      | Sur le train avant et en bout de chaque aile |  |
| 6. Hélices                 | Toujours bipales                                                                                  | Bipales ou tripales                                                                               | Bipales ou tripales                                                                               | Tripales                                     |  |

Il n'y a pas de manière évidente de distinguer de loin un Seneca V d'un Seneca IV, sauf s'il y a un gros « V » sur la dérive. Considérez par défaut que c'est un Seneca V, vu le faible nombre de Seneca IV construits.
En ce qui concerne les productions par d'autres constructeurs, Embraer est le plus notable. Son EMB 810C correspond exactement au Seneca II, l'EMB 810D au Seneca III.

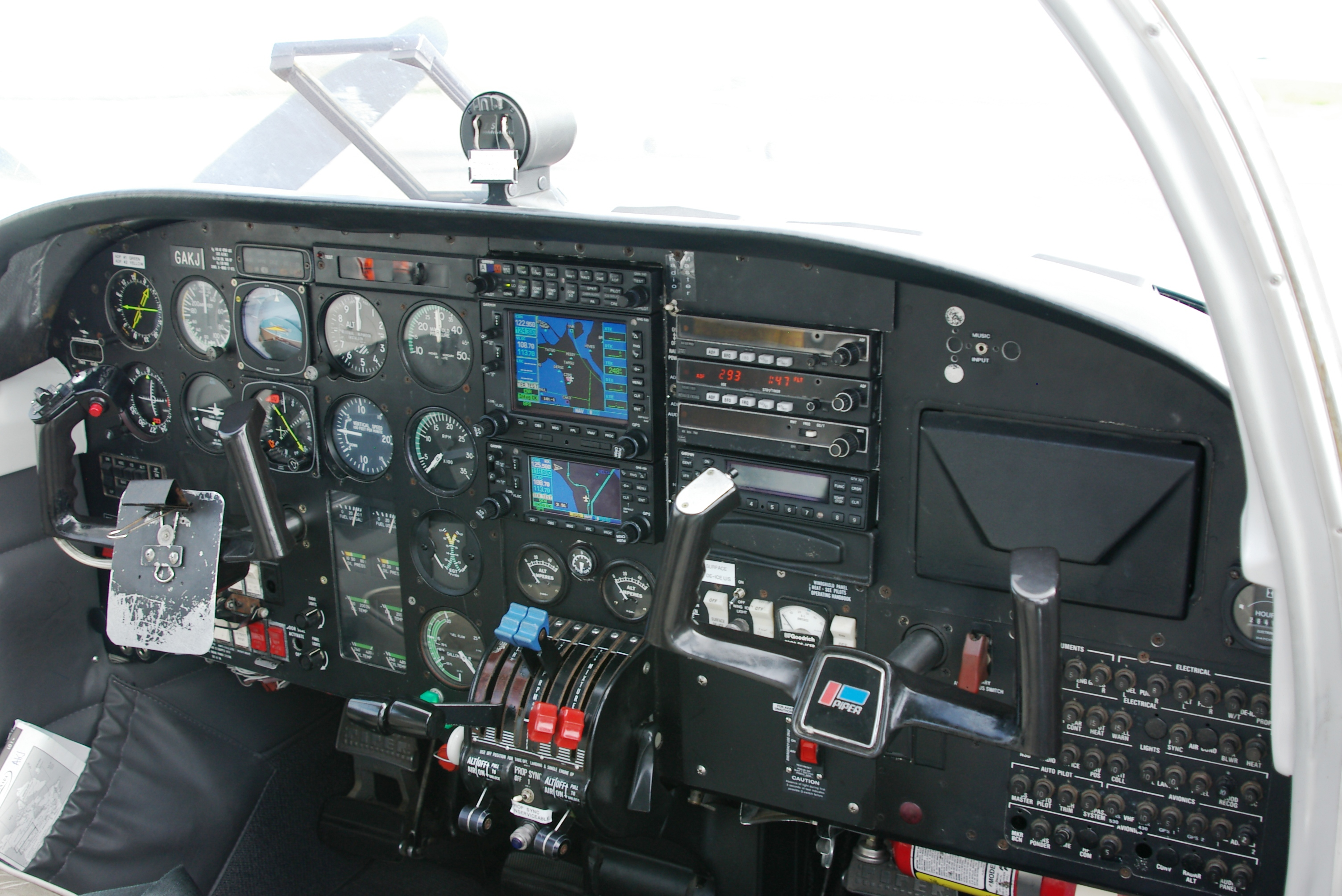
Cockpit d'un Piper Seneca III